# Nienawiść (film 1987)
Nienawiść (ang. Extreme Prejudice) – amerykański film sensacyjny z 1987 roku w reżyserii Waltera Hilla. Główne role zagrali w nim Nick Nolte i Powers Boothe.

## Fabuła
Jack Benteen, oficer Straży Teksasu prowadzi wojnę z grupą handlarzy narkotyków, działającą na pograniczu z Meksykiem. Jego dotychczasowe metody działania nie przynoszą efektów. Postanawia spotkać się z ich liderem Cashem Baileyem, który w dzieciństwie był jego najlepszym przyjacielem. Nie widząc dla siebie innej drogi życia i kariery, wybrał handel narkotykami. Niestety, spotkanie dawnych kompanów również nie przynosi pozytywnych skutków. Po dawnej przyjaźni również nie ma już śladów. Jedyną rzeczą, jaka łączy byłych kumpli jest miłość do tej samej kobiety, pięknej Meksykanki Sarity.
W międzyczasie, w okolicy pojawia się tajemniczy major Hackett wraz ze swoim oddziałem byłych żołnierzy (wszystkich oficjalnie uznanych za zabitych podczas wojny w Wietnamie). Podając się za funkcjonariusza agencji DEA rozpoczyna własną grę, której celem jest przejęcie kontroli nad narkotykowym biznesem na pograniczu. Pomagają mu w tym, niczego nieświadomi, byli weterani. W tej walce Jack Benteen jest zdany tylko na siebie.

## Obsada
- Nick Nolte jako Strażnik Teksasu Jack Benteen
- Powers Boothe jako Cash Bailey
- Maria Conchita Alonso jako Sarita Cisneros
- Rip Torn jako szeryf Hank Pearson
- John Dennis Johnston jako Merv
- Marco Rodríguez jako zastępca szeryfa Emil Cortez
- Luis Contreras jako Lupo
- Tommy „Tiny” Lister jako Monday
- Mickey Jones jako Chub Luke
- Thomas Rosales Jr. jako Scarza

Oddział żołnierzy:
- Michael Ironside jako major Paul Hackett
- Clancy Brown jako sierżant Larry McRose
- William Forsythe jako sierżant Buckman Atwater
- Matt Mulhern jako sierżant Declan Patrick Coker
- Larry B. Scott jako sierżant Charles Biddle
- Dan Tullis Jr. jako sierżant Luther Fry

## Linki źródłowe
- Nienawiść w bazie IMDb (ang.)
- Nienawiść w bazie Filmweb